# Horváth Bálint (operaénekes)
Horváth Bálint (Kenderes, 1937. október 17. – ?, 2020. július 28.) operaénekes (tenor), érdemes művész. Felesége Mészöly Katalin opera-énekesnő volt.

## Élete
Kenderesen született, de gyermekéveit a Békés vármegyei Bucsán töltötte. Érettségi után a Magyar Optikai Műveknél dolgozott látszerészként. Magánúton tanult énekelni. Első mestere Komáromy Pál volt, majd tanulmányait Révhegyi Ferencnénél és Zádor Endrénél folytatta. 1968-ban próbaéneklésre jelentkezett az Operaházba, de a társulat kórusába szerződtették volna, amit nem vállalt. Ezt követően Rubányi Vilmoshoz, a debreceni Csokonai Színház akkori zeneigazgatójához fordult, aki leszerződtette. Először az 1968-69-es évadban énekelhetett főszerepet, Bánk bánt, Erkel Ferenc azonos című művében. 1973-ig a debreceni intézmény tagja maradt. 1973 és 1976 között a Pécsi Nemzeti Színházhoz szerződött, majd 1976-1977-ben ismét a debreceni társulat tagja lett. 1977 és 1988 között a Magyar Állami Operaház magánénekeseként működött. Többször fellépett Európában és Egyiptomban.

## Főbb szerepei
- Georges Bizet: Carmen – Don José, tizedes
- Erkel Ferenc: Bánk bán – Bánk bán
- Erkel Ferenc: Dózsa György – Dózsa György
- Pietro Mascagni: Parasztbecsület – Turiddu, parasztlegény
- Modeszt Petrovics Muszorgszkij: Hovanscsina – Andrej
- Giacomo Puccini: Tosca – Mario Cavaradossi
- Giacomo Puccini: Turandot – Kalaf
- ifj. Johann Strauss: A cigánybáró – Gábor diák
- Giuseppe Verdi: Aida – Radames, egyiptomi fővezér
- Giuseppe Verdi: A trubadúr – Manrico, trubadúr
- Giuseppe Verdi: Traviata – Alfred Germont

## Díjai, elismerései
- Érdemes művész (1977)